# Liège-Bastogne-Liège 2012
La 98e édition de Liège-Bastogne-Liège a eu lieu le 22 avril 2012. Il s'agit de la 13e épreuve de l'UCI World Tour 2012. Elle a été remportée par le Kazakh Maxim Iglinskiy (Astana) devant les Italiens Vincenzo Nibali (Liquigas-Cannondale) et son coéquipier Enrico Gasparotto. Le tenant du titre, le Belge Philippe Gilbert (BMC Racing), termine à la seizième place, à une minute vingt-sept du vainqueur.

## Présentation

### Parcours
Par rapport à l'an dernier, la course est rallongée de 2 kilomètres et la côte de la Roche-en-Ardenne refait son apparition.
Le parcours comprend onze côtes répertoriées :
| Kilomètre | Nom                                 | Longueur (km) | Pente moyenne |
| --------- | ----------------------------------- | ------------- | ------------- |
| 70        | Côte de la Roche-en-Ardenne         | 2,8           | 6,2 %         |
| 116,5     | Côte de Saint Roch                  | 1             | 11 %          |
| 160       | Côte de Wanne                       | 2,7           | 7,3 %         |
| 166,5     | Côte de Stockeu (Stèle Eddy Merckx) | 1             | 12,2 %        |
| 172       | Côte de la Haute-Levée              | 3,6           | 5,7 %         |
| 185       | Col du Rosier                       | 4,4           | 5,9 %         |
| 198       | Col du Maquisard                    | 2,5           | 5 %           |
| 208       | Mont-Theux                          | 2,7           | 5,9 %         |
| 223       | Côte de La Redoute                  | 2,0           | 8,8 %         |
| 238       | Côte de la Roche-aux-faucons        | 1,5           | 9,3 %         |
| 252       | Côte de Saint-Nicolas               | 1,2           | 8,6 %         |

### Équipes
L'organisateur a communiqué une liste de sept équipes invitées le 29 février 2012. 25 équipes participent à ce Liège-Bastogne-Liège - 18 ProTeams et 7 équipes continentales professionnelles :
| Nom de l'équipe         | Pays        | Code |
| ----------------------- | ----------- | ---- |
| AG2R La Mondiale        | France      | ALM  |
| Astana                  | Kazakhstan  | AST  |
| BMC Racing              | États-Unis  | BMC  |
| Euskaltel-Euskadi       | Espagne     | EUS  |
| FDJ-BigMat              | France      | FDJ  |
| Garmin-Barracuda        | États-Unis  | GRM  |
| GreenEDGE               | Australie   | GEC  |
| Katusha                 | Russie      | KAT  |
| Lampre-ISD              | Italie      | LAM  |
| Liquigas-Cannondale     | Italie      | LIQ  |
| Lotto-Belisol           | Belgique    | LTB  |
| Movistar                | Espagne     | MOV  |
| Omega Pharma-Quick Step | Belgique    | OPQ  |
| Rabobank                | Pays-Bas    | RAB  |
| RadioShack-Nissan       | Luxembourg  | RNT  |
| Saxo Bank               | Danemark    | SAX  |
| Sky                     | Royaume-Uni | SKY  |
| Vacansoleil-DCM         | Pays-Bas    | VCD  |

| Nom de l'équipe               | Pays       | Code |
| ----------------------------- | ---------- | ---- |
| Accent Jobs-Willems Veranda's | Belgique   | ACC  |
| Argos-Shimano                 | Pays-Bas   | ARG  |
| Europcar                      | France     | EUC  |
| Landbouwkrediet-Euphony       | Belgique   | LAN  |
| Saur-Sojasun                  | France     | SAU  |
| Topsport Vlaanderen-Mercator  | Belgique   | TSV  |
| Type 1-Sanofi                 | États-Unis | TT1  |

### Favoris
Les favoris de cette édition sont les Belges Philippe Gilbert (BMC Racing), tenant du titre et Jelle Vanendert (Lotto-Belisol), les Espagnols Samuel Sánchez (Euskaltel-Euskadi) et Joaquim Rodríguez (Katusha), les Italiens Vincenzo Nibali (Liquigas-Cannondale) et Damiano Cunego (Lampre-ISD), les frères luxembourgeois Fränk et Andy Schleck (RadioShack-Nissan), respectivement 2e et 3e l'an passé, et le Français Thomas Voeckler (Europcar).
Les outsiders sont les Italiens Rinaldo Nocentini (AG2R La Mondiale), Enrico Gasparotto (Astana) et Michele Scarponi (Lampre-ISD), les Espagnols Alejandro Valverde (Movistar) et Óscar Freire (Katusha), les Belges Greg Van Avermaet (BMC Racing) et Jurgen Van den Broeck (Lotto-Belisol), l'Américain Christopher Horner (RadioShack-Nissan), les deux membres de l'équipe GreenEDGE Simon Gerrans et Michael Albasini, le Colombien Rigoberto Urán (Sky), le Néerlandais Bauke Mollema (Rabobank), un autre coureur d'Astana, le Croate Robert Kišerlovski et l'Irlandais Daniel Martin (Garmin-Barracuda).

## Récit de la course
L'Italien Vincenzo Nibali (Liquigas-Cannondale) part en solitaire au sommet de la Côte de la Roche-aux-faucons. Maxim Iglinskiy (Astana) et Joaquim Rodríguez (Katusha) sortent du groupe des poursuivants. Dans la côte de Saint-Nicolas, Iglinsky distance Rodríguez et refait son retard sur Nibali, il le rejoint dans la montée de la côte de Ans, le distance sous la flamme rouge et remporte la plus grande victoire de sa carrière.

## Classement final
|    | Coureur           | Équipe              |    | Temps           | Points UCI |
| -- | ----------------- | ------------------- | -- | --------------- | ---------- |
| 1  | Maxim Iglinskiy   | Astana              | en | 6 h 43 min 52 s | 100        |
| 2  | Vincenzo Nibali   | Liquigas-Cannondale | +  | 21 s            | 80         |
| 3  | Enrico Gasparotto | Astana              |    | 36 s            | 70         |
| 4  | Thomas Voeckler   | Europcar            |    | 36 s            | -          |
| 5  | Daniel Martin     | Garmin-Barracuda    |    | 36 s            | 50         |
| 6  | Bauke Mollema     | Rabobank            |    | 36 s            | 40         |
| 7  | Samuel Sánchez    | Euskaltel-Euskadi   |    | 36 s            | 30         |
| 8  | Michele Scarponi  | Lampre-ISD          |    | 36 s            | 20         |
| 9  | Ryder Hesjedal    | Garmin-Barracuda    |    | 36 s            | 10         |
| 10 | Jelle Vanendert   | Lotto-Belisol       |    | 36 s            | 4          |

### Classement des côtes
|   | Cycliste        | Équipe                  | Points |
| - | --------------- | ----------------------- | ------ |
| 1 | Pierre Rolland  | Europcar                | 10     |
| 2 | Vincenzo Nibali | Liquigas-Cannondale     | 8      |
| 3 | Vasil Kiryienka | Movistar                | 8      |
| 4 | Dario Cataldo   | Omega Pharma-Quick Step | 7      |
| 5 | David Le Lay    | Saur-Sojasun            | 5      |

## Liste des participants
- Liste de départ complète

| Légende | Légende                                                            | Légende | Légende                                          |
| ------- | ------------------------------------------------------------------ | ------- | ------------------------------------------------ |
| Num     | Dossard de départ porté par le coureur sur ce Liège-Bastogne-Liège | Pos     | Position à l'arrivée de la course                |
| NP      | Indique un coureur qui n'a pas pris le départ de la course         | AB      | Indique un coureur qui n'a pas terminé la course |
| HD      | Indique un coureur qui a terminé la course hors des délais         |         |                                                  |

| BMC Racing BMC | BMC Racing BMC                                | BMC Racing BMC |
| -------------- | --------------------------------------------- | -------------- |
| Num            | Coureur                                       | Pos            |
| 1              | Philippe Gilbert (BEL) → Champion de Belgique | 16e            |
| 2              | Brent Bookwalter (USA)                        | AB             |
| 3              | Martin Kohler (SUI)                           | AB             |
| 4              | Klaas Lodewyck (BEL)                          | AB             |
| 5              | Amaël Moinard (FRA)                           | AB             |
| 6              | Mauro Santambrogio (ITA)                      | 26e            |
| 7              | Greg Van Avermaet (BEL)                       | 73e            |
| 8              | Tejay van Garderen (USA)                      | 61e            |

| RadioShack-Nissan RNT | RadioShack-Nissan RNT                        | RadioShack-Nissan RNT |
| --------------------- | -------------------------------------------- | --------------------- |
| Num                   | Coureur                                      | Pos                   |
| 11                    | Fränk Schleck (LUX) → Champion du Luxembourg | 23e                   |
| 12                    | Jan Bakelants (BEL)                          | 58e                   |
| 13                    | Laurent Didier (LUX)                         | AB                    |
| 15                    | Christopher Horner (USA)                     | AB                    |
| 16                    | Maxime Monfort (BEL)                         | 27e                   |
| 17                    | Andy Schleck (LUX)                           | 50e                   |
| 18                    | Jens Voigt (GER)                             | AB                    |
| 19                    | Joost Posthuma (NED)                         | AB                    |

| Astana AST | Astana AST               | Astana AST |
| ---------- | ------------------------ | ---------- |
| Num        | Coureur                  | Pos        |
| 21         | Enrico Gasparotto (ITA)  | 3e         |
| 22         | Dmitriy Fofonov (KAZ)    | 102e       |
| 23         | Francesco Gavazzi (ITA)  | AB         |
| 24         | Andriy Grivko (UKR)      | 97e        |
| 25         | Maxim Iglinskiy (KAZ)    | 1er        |
| 26         | Robert Kišerlovski (CRO) | 14e        |
| 27         | Evgueni Petrov (RUS)     | 103e       |
| 28         | Simone Ponzi (ITA)       | AB         |

| Omega Pharma-Quick Step OPQ | Omega Pharma-Quick Step OPQ                  | Omega Pharma-Quick Step OPQ |
| --------------------------- | -------------------------------------------- | --------------------------- |
| Num                         | Coureur                                      | Pos                         |
| 31                          | Sylvain Chavanel (FRA) → Champion de France  | AB                          |
| 32                          | Matthew Brammeier (IRL) → Champion d'Irlande | AB                          |
| 33                          | Dario Cataldo (ITA)                          | 80e                         |
| 34                          | Kevin De Weert (BEL)                         | 59e                         |
| 35                          | Dries Devenyns (BEL)                         | 28e                         |
| 36                          | Michał Kwiatkowski (POL)                     | AB                          |
| 37                          | Serge Pauwels (BEL)                          | 67e                         |
| 38                          | Jérôme Pineau (FRA)                          | AB                          |

| Katusha KAT | Katusha KAT             | Katusha KAT |
| ----------- | ----------------------- | ----------- |
| Num         | Coureur                 | Pos         |
| 41          | Joaquim Rodríguez (ESP) | 15e         |
| 42          | Xavier Florencio (ESP)  | 98e         |
| 43          | Óscar Freire (ESP)      | 24e         |
| 44          | Alberto Losada (ESP)    | AB          |
| 45          | Daniel Moreno (ESP)     | 13e         |
| 46          | Yury Trofimov (RUS)     | 32e         |
| 47          | Ángel Vicioso (ESP)     | 79e         |
| 48          | Eduard Vorganov (RUS)   | AB          |

| Liquigas-Cannondale LIQ | Liquigas-Cannondale LIQ | Liquigas-Cannondale LIQ |
| ----------------------- | ----------------------- | ----------------------- |
| Num                     | Coureur                 | Pos                     |
| 51                      | Vincenzo Nibali (ITA)   | 2e                      |
| 52                      | Stefano Agostini (ITA)  | AB                      |
| 53                      | Federico Canuti (ITA)   | AB                      |
| 54                      | Damiano Caruso (ITA)    | 55e                     |
| 55                      | Moreno Moser (ITA)      | 60e                     |
| 56                      | Dominik Nerz (GER)      | 44e                     |
| 57                      | Maciej Paterski (POL)   | 56e                     |
| 58                      | Daniele Ratto (ITA)     | AB                      |

| Sky SKY | Sky SKY                    | Sky SKY |
| ------- | -------------------------- | ------- |
| Num     | Coureur                    | Pos     |
| 61      | Rigoberto Urán (COL)       | AB      |
| 62      | Davide Appollonio (ITA)    | AB      |
| 63      | Sergio Henao (COL)         | 29e     |
| 64      | Thomas Lövkvist (SWE)      | 36e     |
| 65      | Lars Petter Nordhaug (NOR) | 20e     |
| 66      | Salvatore Puccio (ITA)     | 108e    |
| 67      | Luke Rowe (GBR)            | AB      |
| 68      | Xabier Zandio (ESP)        | 100e    |

| GreenEDGE GEC | GreenEDGE GEC                              | GreenEDGE GEC |
| ------------- | ------------------------------------------ | ------------- |
| Num           | Coureur                                    | Pos           |
| 71            | Simon Gerrans (AUS) → Champion d'Australie | 19e           |
| 72            | Michael Albasini (SUI)                     | 75e           |
| 73            | Fumiyuki Beppu (JPN) → Champion du Japon   | AB            |
| 74            | Simon Clarke (AUS)                         | 112e          |
| 75            | Daryl Impey (RSA)                          | 110e          |
| 76            | Christian Meier (CAN)                      | 104e          |
| 77            | Travis Meyer (AUS)                         | AB            |
| 78            | Wesley Sulzberger (AUS)                    | AB            |

| Euskaltel-Euskadi EUS | Euskaltel-Euskadi EUS | Euskaltel-Euskadi EUS |
| --------------------- | --------------------- | --------------------- |
| Num                   | Coureur               | Pos                   |
| 81                    | Samuel Sánchez (ESP)  | 7e                    |
| 82                    | Igor Antón (ESP)      | AB                    |
| 83                    | Jorge Azanza (ESP)    | AB                    |
| 84                    | Gorka Izagirre (ESP)  | AB                    |
| 85                    | Egoi Martínez (ESP)   | 70e                   |
| 86                    | Mikel Nieve (ESP)     | 69e                   |
| 87                    | Rubén Pérez (ESP)     | AB                    |
| 88                    | Romain Sicard (FRA)   | 96e                   |

| Movistar MOV | Movistar MOV                                  | Movistar MOV |
| ------------ | --------------------------------------------- | ------------ |
| Num          | Coureur                                       | Pos          |
| 91           | Alejandro Valverde (ESP)                      | HD           |
| 92           | Rui Costa (POR)                               | 17e          |
| 93           | Imanol Erviti (ESP)                           | 101e         |
| 94           | Vasil Kiryienka (BLR)                         | 40e          |
| 95           | Pablo Lastras (ESP)                           | HD           |
| 96           | Ángel Madrazo (ESP)                           | HD           |
| 97           | José Joaquín Rojas (ESP) → Champion d'Espagne | HD           |
| 98           | Giovanni Visconti (ITA) → Champion d'Italie   | 65e          |

| Vacansoleil-DCM VCD | Vacansoleil-DCM VCD                              | Vacansoleil-DCM VCD |
| ------------------- | ------------------------------------------------ | ------------------- |
| Num                 | Coureur                                          | Pos                 |
| 102                 | Matteo Carrara (ITA)                             | 89e                 |
| 103                 | Stijn Devolder (BEL)                             | 111e                |
| 104                 | Johnny Hoogerland (NED)                          | 22e                 |
| 105                 | Sergueï Lagoutine (UZB) → Champion d'Ouzbékistan | 99e                 |
| 106                 | Tomasz Marczyński (POL) → Champion de Pologne    | 83e                 |
| 107                 | Wout Poels (NED)                                 | 76e                 |
| 108                 | Lieuwe Westra (NED)                              | AB                  |
| 110                 | Rob Ruijgh (NED)                                 | 81e                 |

| Saur-Sojasun SAU | Saur-Sojasun SAU         | Saur-Sojasun SAU |
| ---------------- | ------------------------ | ---------------- |
| Num              | Coureur                  | Pos              |
| 111              | Julien Simon (FRA)       | 18e              |
| 112              | Anthony Delaplace (FRA)  | 86e              |
| 113              | Brice Feillu (FRA)       | 77e              |
| 114              | Fabrice Jeandesboz (FRA) | 109e             |
| 115              | David Le Lay (FRA)       | 72e              |
| 116              | Laurent Mangel (FRA)     | AB               |
| 117              | Jean-Marc Marino (FRA)   | 39e              |
| 118              | Yannick Talabardon (FRA) | AB               |

| Rabobank RAB | Rabobank RAB            | Rabobank RAB |
| ------------ | ----------------------- | ------------ |
| Num          | Coureur                 | Pos          |
| 121          | Robert Gesink (NED)     | 57e          |
| 122          | Lars Boom (NED)         | AB           |
| 123          | Stef Clement (NED)      | AB           |
| 124          | Steven Kruijswijk (NED) | 90e          |
| 125          | Paul Martens (GER)      | 82e          |
| 126          | Bauke Mollema (NED)     | 6e           |
| 127          | Luis León Sánchez (ESP) | 64e          |
| 128          | Laurens ten Dam (NED)   | 63e          |

| Europcar EUC | Europcar EUC           | Europcar EUC |
| ------------ | ---------------------- | ------------ |
| Num          | Coureur                | Pos          |
| 131          | Thomas Voeckler (FRA)  | 4e           |
| 132          | Franck Bouyer (FRA)    | AB           |
| 133          | Anthony Charteau (FRA) | AB           |
| 134          | Cyril Gautier (FRA)    | 106e         |
| 135          | Vincent Jérôme (FRA)   | 71e          |
| 136          | Davide Malacarne (ITA) | AB           |
| 137          | Kévin Réza (FRA)       | AB           |
| 138          | Pierre Rolland (FRA)   | 12e          |

| Lampre-ISD LAM | Lampre-ISD LAM               | Lampre-ISD LAM |
| -------------- | ---------------------------- | -------------- |
| Num            | Coureur                      | Pos            |
| 141            | Damiano Cunego (ITA)         | 35e            |
| 142            | Leonardo Bertagnolli (ITA)   | AB             |
| 143            | Manuele Mori (ITA)           | 74e            |
| 144            | Daniele Pietropolli (ITA)    | 38e            |
| 145            | Michele Scarponi (ITA)       | 8e             |
| 146            | Alessandro Spezialetti (ITA) | AB             |
| 147            | Simone Stortoni (ITA)        | 107e           |
| 148            | Diego Ulissi (ITA)           | 78e            |

| Topsport Vlaanderen-Mercator TSV | Topsport Vlaanderen-Mercator TSV | Topsport Vlaanderen-Mercator TSV |
| -------------------------------- | -------------------------------- | -------------------------------- |
| Num                              | Coureur                          | Pos                              |
| 151                              | Sander Armée (BEL)               | 43e                              |
| 152                              | Laurens De Vreese (BEL)          | HD                               |
| 153                              | Pieter Jacobs (BEL)              | AB                               |
| 154                              | Eliot Lietaer (BEL)              | AB                               |
| 155                              | Pieter Serry (BEL)               | 30e                              |
| 156                              | Preben Van Hecke (BEL)           | 84e                              |
| 157                              | Arthur Vanoverberghe (BEL)       | AB                               |
| 158                              | Jelle Wallays (BEL)              | AB                               |

| AG2R La Mondiale ALM | AG2R La Mondiale ALM    | AG2R La Mondiale ALM |
| -------------------- | ----------------------- | -------------------- |
| Num                  | Coureur                 | Pos                  |
| 161                  | Rinaldo Nocentini (ITA) | 11e                  |
| 162                  | Maxime Bouet (FRA)      | AB                   |
| 163                  | Mikaël Cherel (FRA)     | 42e                  |
| 164                  | Hubert Dupont (FRA)     | 51e                  |
| 165                  | Ben Gastauer (LUX)      | AB                   |
| 166                  | Sébastien Minard (FRA)  | AB                   |
| 167                  | Christophe Riblon (FRA) | AB                   |
| 168                  | Nicolas Roche (IRL)     | 105e                 |

| Argos-Shimano ARG | Argos-Shimano ARG         | Argos-Shimano ARG |
| ----------------- | ------------------------- | ----------------- |
| Num               | Coureur                   | Pos               |
| 171               | Alexandre Geniez (FRA)    | 53e               |
| 172               | Thomas Damuseau (FRA)     | AB                |
| 173               | Yukihiro Doi (JPN)        | AB                |
| 174               | Tom Dumoulin (NED)        | AB                |
| 175               | Johannes Fröhlinger (GER) | 93e               |
| 176               | Simon Geschke (GER)       | AB                |
| 177               | Yann Huguet (FRA)         | AB                |
| 178               | Matthieu Sprick (FRA)     | 91e               |

| Garmin-Barracuda GRM | Garmin-Barracuda GRM      | Garmin-Barracuda GRM |
| -------------------- | ------------------------- | -------------------- |
| Num                  | Coureur                   | Pos                  |
| 181                  | Ryder Hesjedal (CAN)      | 9e                   |
| 182                  | Thomas Dekker (NED)       | AB                   |
| 183                  | Alex Howes (USA)          | 47e                  |
| 184                  | Michel Kreder (NED)       | AB                   |
| 185                  | Christophe Le Mével (FRA) | 48e                  |
| 186                  | Daniel Martin (IRL)       | 5e                   |
| 187                  | Peter Stetina (USA)       | 54e                  |
| 188                  | Fabian Wegmann (GER)      | 52e                  |

| Landbouwkrediet-Euphony LAN | Landbouwkrediet-Euphony LAN | Landbouwkrediet-Euphony LAN |
| --------------------------- | --------------------------- | --------------------------- |
| Num                         | Coureur                     | Pos                         |
| 191                         | Bert De Waele (BEL)         | 49e                         |
| 192                         | Koen Barbé (BEL)            | AB                          |
| 193                         | Dirk Bellemakers (NED)      | 66e                         |
| 194                         | Davy Commeyne (BEL)         | 68e                         |
| 197                         | Gilles Devillers (BEL)      | AB                          |
| 198                         | Reinier Honig (NED)         | AB                          |
| 199                         | Frédéric Amorison (BEL)     | AB                          |
| 200                         | Kurt Hovelijnck (BEL)       | AB                          |

| FDJ-BigMat FDJ | FDJ-BigMat FDJ          | FDJ-BigMat FDJ |
| -------------- | ----------------------- | -------------- |
| Num            | Coureur                 | Pos            |
| 201            | Pierrick Fédrigo (FRA)  | 34e            |
| 202            | Sandy Casar (FRA)       | AB             |
| 203            | Kenny Elissonde (FRA)   | AB             |
| 204            | Rémi Pauriol (FRA)      | AB             |
| 205            | Anthony Roux (FRA)      | AB             |
| 205            | Jérémy Roy (FRA)        | 87e            |
| 207            | Benoît Vaugrenard (FRA) | 33e            |
| 208            | Arthur Vichot (FRA)     | 21e            |

| Lotto-Belisol LTB | Lotto-Belisol LTB           | Lotto-Belisol LTB |
| ----------------- | --------------------------- | ----------------- |
| Num               | Coureur                     | Pos               |
| 211               | Jelle Vanendert (BEL)       | 10e               |
| 212               | Gaëtan Bille (BEL)          | AB                |
| 213               | Brian Bulgaç (NED)          | AB                |
| 214               | Bart De Clercq (BEL)        | AB                |
| 215               | Francis De Greef (BEL)      | 45e               |
| 216               | Gert Dockx (BEL)            | AB                |
| 217               | Jurgen Van den Broeck (BEL) | 37e               |
| 218               | Dennis Vanendert (BEL)      | 113e              |

| Accent Jobs-Willems Veranda's ACC | Accent Jobs-Willems Veranda's ACC | Accent Jobs-Willems Veranda's ACC |
| --------------------------------- | --------------------------------- | --------------------------------- |
| Num                               | Coureur                           | Pos                               |
| 221                               | Staf Scheirlinckx (BEL)           | AB                                |
| 222                               | Oleg Chuzhda (UKR)                | AB                                |
| 223                               | Sjef De Wilde (BEL)               | AB                                |
| 224                               | Grégory Habeaux (BEL)             | AB                                |
| 225                               | Kevyn Ista (BEL)                  | 85e                               |
| 226                               | Arnoud van Groen (NED)            | AB                                |
| 227                               | Kévin Van Melsen (BEL)            | AB                                |
| 229                               | Evert Verbist (BEL)               | AB                                |

| Saxo Bank SAX | Saxo Bank SAX                               | Saxo Bank SAX |
| ------------- | ------------------------------------------- | ------------- |
| Num           | Coureur                                     | Pos           |
| 231           | Chris Anker Sørensen (DEN)                  | 31e           |
| 232           | Mads Christensen (DEN)                      | 62e           |
| 233           | Karsten Kroon (NED)                         | 25e           |
| 234           | Sérgio Paulinho (POR)                       | AB            |
| 235           | Bruno Pires (POR)                           | 92e           |
| 236           | Nicki Sørensen (DEN) → Champion du Danemark | 46e           |
| 237           | David Tanner (AUS)                          | AB            |
| 238           | Troels Vinther (DEN)                        | AB            |

| Type 1-Sanofi TT1 | Type 1-Sanofi TT1          | Type 1-Sanofi TT1 |
| ----------------- | -------------------------- | ----------------- |
| Num               | Coureur                    | Pos               |
| 241               | Julien El Fares (FRA)      | AB                |
| 242               | Julien Antomarchi (FRA)    | AB                |
| 243               | Alessandro Bazzana (ITA)   | 88e               |
| 244               | Rubens Bertogliati (SUI)   | 94e               |
| 245               | Rémi Cusin (FRA)           | 41e               |
| 246               | Vegard Stake Laengen (NOR) | 95e               |
| 247               | Javier Mejías (ESP)        | AB                |
| 248               | Georg Preidler (AUT)       | AB                |